# In the Flesh - Live
In the Flesh – Live er et to-disk livealbum der opbringer optrædener fra Roger Waters' 3-årige In the Flesh turné. Der blev også produceret en DVD med samme titel, og de to blev udgivet i en samling i år 2006. En SACD der præsenterede både stereo og 5.1 mixes blev også udgivet.